# Denise Joussot
Denise Joussot, née le 2 janvier 1918 à Dole et morte le 21 septembre 2014 à Lyon, est une professeure de lettres classiques française. Elle est connue comme une personnalité du scoutisme laïque français et reconnue comme Juste parmi les nations en 2000. 

## Biographie
Denise Joussot est issue d'une famille catholique du Jura, son frère est prêtre. Elle est agrégée de lettres classiques, professeur en khâgne au lycée Édouard-Herriot.
À partir de 1939, elle pratique le scoutisme au sein de la section neutre (laïque) de la Fédération française des éclaireuses (FFE). Elle y est totémisée Farfadet et y assure initialement des fonctions de cheftaine à Lyon. 
En 1944, le père et l'oncle d'une de ses éclaireuses sont déportés parce que juifs. Denise Joussot organise, avec l'aval de ses parents, de cacher la jeune fille ainsi que son frère et sa mère, d'abord au domicile familial, puis à Meaux-la-Montagne, où la famille vit cachée jusqu'à la Libération. Denise Joussot est pour cela reconnue Juste parmi les nations en 2000. 
En 1945, elle est nommée commissaire (responsable) de la province Rhône pour la FFE, puis commissaire nationale de la branche neutre à partir de 1958. À partir de 1961, elle devient l'interlocutrice principale des Éclaireurs de France, mouvement masculin de scoutisme laïque, et travaille avec Jean Estève à un projet de fusion qui aboutit à la création d'un nouveau mouvement de scoutisme laïque mixte, les Éclaireuses Éclaireurs de France, en 1964,. Elle est par la suite membre du comité directeur de la nouvelle association. 
Elle milite au Parti socialiste, notamment aux côtés de Renée Dufourt avec qui elle s'engage sur le droit à la contraception. En 1979, alors que peu de femmes sont présentées, elle parvient à être investie pour les élections cantonales dans un canton traditionnellement acquis à la droite, mais n'est pas élue. 
Elle traduit en français le texte grec de la Satire des philosophes païens de l'apologiste chrétien Hermias, publié en 1993 dans l'édition scientifique réalisée par l’évêque catholique irlandais Richard Hanson (en). Dans les mêmes années, elle contribue à la collecte et la mise en valeur des archives de la Fédération française des éclaireuses et publie un ouvrage sur les éclaireuses pendant la guerre.
Elle meurt à Lyon le 21 septembre 2014.

## Hommages et distinctions
En 2007, elle est nommée chevalier de la Légion d'honneur.
En 2015, une rue de la ville de Lyon est nommée en son honneur.

## Publications
- Denise Joussot, Éclaireuses pendant la guerre. La Fédération française des éclaireuses en Rhône-Alpes, 1938-1945, Mario Éditions, 2001 (ISBN 2-912071-17-8)